# Istoria măsurării timpului

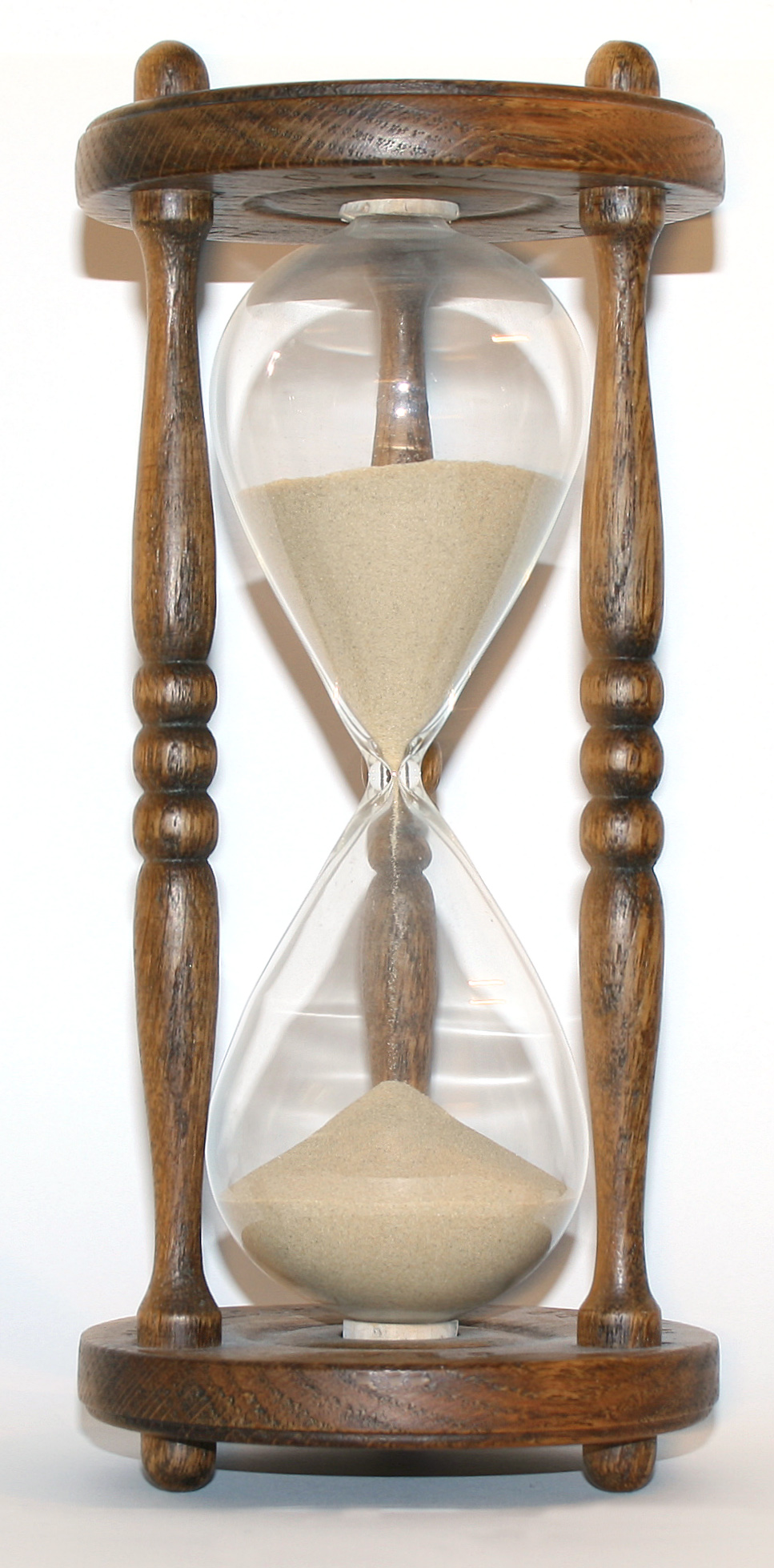
Clepsidră, unul dintre cele mai vechi instrumente de măsurat timpul

Istoria măsurării timpului se referă la evoluția dispozitivelor de măsurat timpul: clepsidre, ceasuri, cronometre.
Încă din perioada celor mai vechi civilizații, omul a fost preocupat de măsurarea timpului și aceasta pentru a-și putea organiza viața socială, religioasă, economică.
La început, ca referință i-au servit fenomene ciclice ca anotimpurile, ciclul lunar, deplasarea aparentă a planetelor.

## Antichitate

### Orient

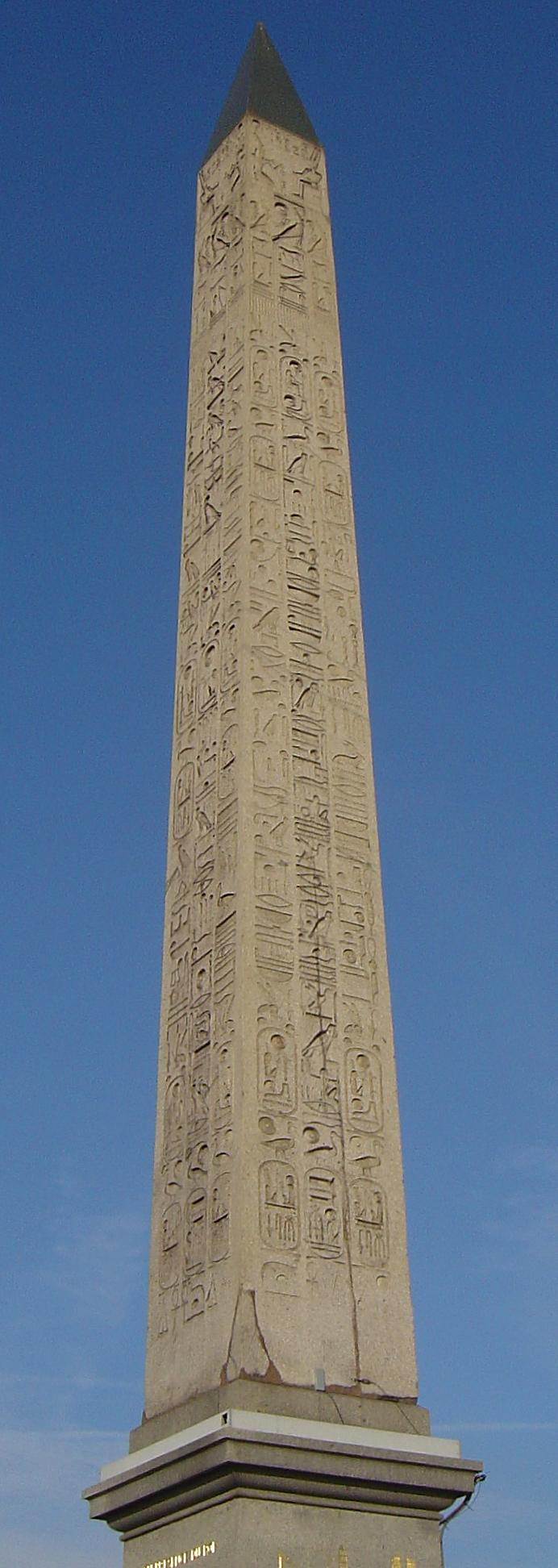
Obeliscul de la Luxor a cărui umbră indica trecerea timpului

Încă de acum patru milenii, babilonienii, în poemul epic Enuma Eliș, prezentau un model de calendar alcătuit din 12 luni de câte 30 de zile.
Acest mod de măsurare a timpului corespundea sistemului lor de numărare sexagesimal, care ulterior se transformă în cel duodecimal (care ulterior va fi utilizat pentru numerotarea orelor).
De asemenea, prin 3000 î.Hr., sumerienii iau ca reper perioadele de repetiție a fluxurilor și refluxurilor.
Aceștia introduc și calendarul lunar cam prin 2000 î.Hr.
Începând cu 700 î.Hr., asirienii încep să utilizeze calendarul lunar.
Definirea calendarului nu rezolvă în totalitate problema măsurării timpului.
Primii care au împărțit ziua în unități mai mici au fost egiptenii.
Având la bază rațiuni religioase, în jurul anului 2100 î.Hr. au împărțit noaptea în 12 părți studiind mișcarea aparentă a stelelor care în mare parte erau asociate diverselor divinități.
Șase secole mai târziu, documentele istorice indică o împărțire similară a zilei.
Apar primele ceasuri solare.
Pe o suprafață plană, în formă de cerc, se înfigea în centru un stilum, a cărui umbră indica mișcarea soarelui.
Acest mod de măsurare a timpului avea o precizie limitată.
Astfel deoarece zilele de vară sunt mai lungi, orele din acest anotimp au o durată mai mare.
Același mod de divizare a timpului este preluată și de caldeeni.
Evreii își încep calendarul în ziua considerată ca fiind momentul creației lumii și anume 7 octombrie 3761 î.Hr.
Prin secolul al VIII-lea î.Hr., regele iudeu Ahas construiește un obelisc solar.
Cam prin 600 î.Hr., regele iudeu Ezechia utilizează un ceas solar cu refracție.
Egiptenii măsurau timpul cu ajutorul umbrei lăsate de obeliscuri, lucru atestat încă din 3000 î.Hr.
Umbrele stâlpilor și coloanelor indicau nu numai momentul zilei, ci și anotimpurile.
În China antică, utilizarea ceasurilor solare este atestată pentru prima dată în 2679 î.Hr.
În perioada dinastiei Shang, clepsidrele apar și aici, probabil aduse din Mesopotamia.
În timpul dinastiei Han, în jurul anului 200 î.Hr., ceasurile cu apă cunosc o inovație: apa nu mai vine din exterior și sunt introduse noi ornamente și indicatoare.
Deși erau destul de precise, ceasurile solare deveneau inutile noaptea sau în zilele noroase.
Egiptenii au mai dezvoltat sisteme de măsurare a timpului bazate pe mecanisme cu apă sau urmărirea mișcării stelelor.
Astfel, pe o inscripție funerară, datată prin secolul al XVI-lea î.Hr., este descris un ceas cu apă realizat de Amenhet pentru faraonul Amenhotep I.
O altă metodă atestată prin 600 î.Hr. consta în utilizarea firului cu plumb.
Acesta era orientat după Steaua polară și astfel se obținea o precizie mai mare în măsurarea timpului.

### Civilizația greco-romană

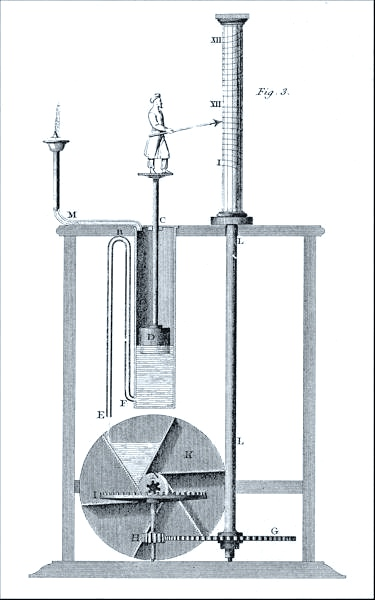
Ceasul cu apă construit de Ctesibius prin secolul al III-lea î.Hr.

Grecii încep calendarul determinat de Jocurile Olimpice pe 8 iulie 776 î.Hr.
În Grecia antică, ceasurile cu apă (clepsidrele) erau utilizate încă din 500 î.Hr., lucru atestat de Platon, căruia i se atribuie confecționarea unui astfel de ceas deșteptător, realizat cam prin 380 î.Hr..
Niște bile de plumb care pluteau într-un vas cilindric, după golirea uniformă a acestuia în timpul nopții, cădeau pe un platou de cupru, iar zgomotul rezultat trezea dimineața discipolii Academiei platonice.
Un alt deșteptător mai evoluat avea mecanismul acționat de curgerea apei care în final producea intrarea sub presiune a aerului într-un fluier.
Tot în această perioadă, Aristotel utilizează astrolabul pentru măsurarea timpului.
Ctesibius din Alexandria realizează cam prin 150 î.Hr. un ceas automat cu un sistem complicat de roți dințate.
Andronicus din Cirus a construit un turn al vânturilor (în greacă: horologion) în Atena în jurul anului 50 î.Hr.
Acesta conținea un ceas solar (gnomon), unul hidraulic și un indicator al punctelor cardinale.
Grecii au îmbunătățit performanța clepsidrelor și ceasurilor cu mecanism.
Cu timpul, utilizarea acestora se extinde în lumea greacă și apoi în cea romană deoarece aveau avantajul că puteau fi utilizate și în interior și nu depindeau de lumina solară.
Astfel, vasele din care apa curgea nu mai aveau formă cilindrică, ci conică și aceasta pentru a compensa variația presiunii apei care era maximă când recipientul era plin.
Printre marii inventatori și constructori ai epocii amintim: Ctesibius, Heron din Alexandria, Arhimede, Anaximandru.
La ceasuri se introduc tot felul de indicatoare pentru subdiviziunile de timp și ornamente ca figurine, clopoței.
Astronomul grec Teodosiu din Bitinia construiește un ceas solar despre care a fost considerat cel mai precis din lume, dar care din nefericire nu a supraviețuit timpului.
Prin 263 î.Hr., generalul roman Lucius Papirius Cursor descrie unul dintre primele ceasuri solare publice de la Roma.
În anul 46 î.Hr., Cezar solicită astronomilor săi să realizeze o reformă a calendarului (calendarul iulian).
Arhitectul Vitruviu, în tratatul De architectura (15 î.Hr.) studiază din punct de vedere teoretic metodele de măsurare a timpului.
În timpul împăratului Augustus, romanii construiesc cel mai mare ceas solar realizat vreodată.

## Epoca medievală

### China
În China se construiesc ceasuri bazate pe viteza de ardere.
De niste bețigașe din lemn etalonate erau legate, cu fire de mătase, biluțe metalice. Rând pe rând, firele ardeau, lăsând sa cadă, la intervale regulate de timp, micile sfere de metal într-un recipient.
Shen Kuo descrie un ceas cu apă care conținea dispozitive compensatoare care uniformizau scurgerea apei.
Yi Xing realizează în 725 unul dintre primele orologii din lume.
Mecanismul prezenta și deplasarea aparentă a Soarelui și a Lunii.
În 1090, învățatul Su Song realizează un ceas hidraulic și astronomic, prevăzut cu un mecanism complex.

### Civilizația islamică

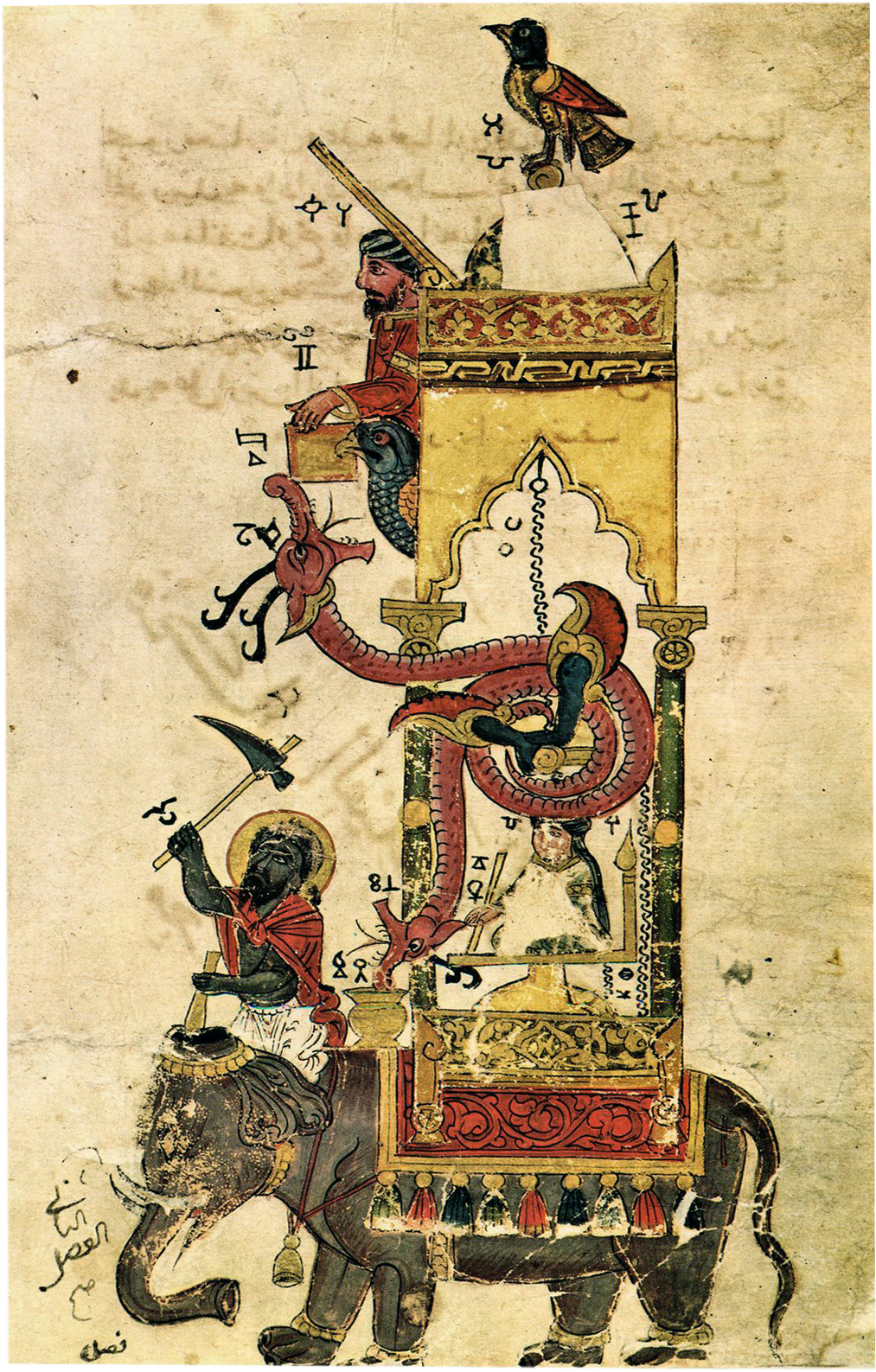
Ceasul hidraulic al lui Al-Jazari (1206)

Al-Jazari construiește o serie de tipuri de ceasuri: cu greutăți, cu lumânare, cu apă și care să conțină diverse ornamente: animale, clădiri etc.
Cel mai valoros este ceasul-castel, care nu numai că indica timpul dar conținea și o serie de alte indicații auxiliare ca: poziția Soarelui, Lunii, stelelor.
În 807, Harun al-Rashid îi dăruiește lui Carol cel Mare un ceas acționat cu nisip, cu mecanism și figuri în mișcare.
În 1181, Al-Jazari construiește o serie de ceasuri acționate hidraulic, la care dovedește o măiestrie artistică și tehnică deosebită.
În 1168, la poarta de est a cetății Damasc apare un celebru ceas acționat cu apă.

### Europa occidentală
În 507 d.Hr., la cererea lui Theodoric cel Mare, Boethius construiește un ceas solar și unul acvatic, ce vor fi dăruite regelui burgund Gundobad.
Metoda bețișoarelor combustibile, utilizată în Orient, este aplicată și de Alfred cel Mare.
O serie de lumânări gradate marcau prin ardere trecerea timpului, astfel că regele englez stabilea momentele pentru rugăciuni.
În jurul anului 994, Gerbert d'Aurillac realizează la Magdeburg un ceas solar prevăzut și cu diverse indicații astronomice.
În 1170, este atestată la Köln breasla fabricanților de ceasuri hidraulice.
În Spania lui Alfons cel Înțelept a fost inventat orologiul cu mercur, iar în Anglia de la sfârșitul secolului al XIII-lea apare așa-numita clepsidră de la Dover.
În 1237, Villard de Honnecourt inventează regulatorul cu bară, care avea să mențină constantă viteza roților dințate ale mecanismelor ceasurilor.
Primul orologiu mecanic din Europa este atestat în 1283, fiind amplasat în turnul mănăstirii din Dunstable.
Cel mai vechi turn cu ceas din Anglia este cel de la catedrala din Exeter, fiind pus în funcțiune în 1284.
Către sfârșitul secolului al XIII-lea, tot mai multe ceasuri sunt amplasate în turnurile diverselor construcții din Anglia, cum ar fi: Palatul Westminster, Catedrala Saint Paul, Canterbury ș.a.

## Renașterea

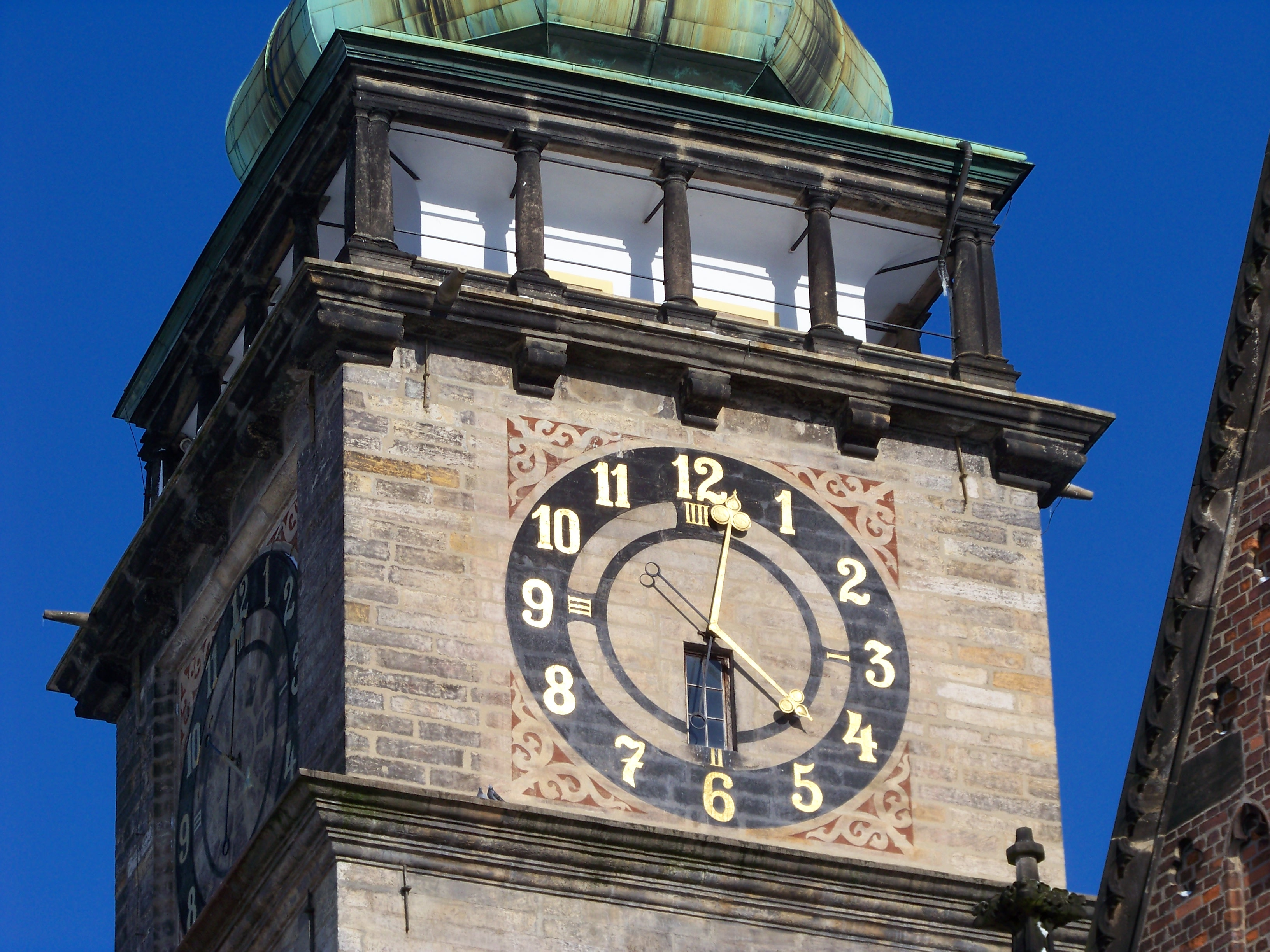
Orologiul din Turnul Alb din Hradec Králové, Cehia

În jurul lui 1300, în Florența este realizat primul ceas public cu mecanism.
Începând cu secolul al XIV-lea, se construiesc tot mai multe ceasuri cu roți dințate și balansier, acționate de greutăți.
Sunt amplasate orologii la turnurile bisericilor și catedralelor din: Erfurt, Augsburg, Milano, Norwich, Londra, Wroclaw, Würzburg, Magdeburg.

## Epoca modernă

### Ceasul cu arc
La începutul secolului al XVI-lea, Peter Henlein, înlocuind greutățile cu arcuri spirale din oțel, realizează primele ceasuri portabile de dimensiuni reduse.
Către 1670, acestea sunt perfecționate prin introducerea feței din sticlă.
Introducerea pendulului (atribuită lui Christian Huygens în 1656, care aplică legea izocronismului oscilațiilor pendulului observată de Galilei) și a balansierului în a doua jumătate a secolului al XVII-lea mărește precizia ceasurilor și deschide epoca orologeriei.
Regulatorul cu ancoră, inventat de Robert Hooke în jurul anului 1660, are același efect de acuratețe asupra ceasurilor cu pendulă.
Primele ceasuri automatice sunt realizate de Adrien Philippe în 1863.
O variantă mai puțin eficace a acestora fusese realizată încă din 1870 de către Abraham-Louis Breguet.
O contribuție deosebită în acest domeniu o aduce și John Harwood în 1923, care după anumite surse, este chiar inventatorul acestui tip de ceas.
La început, ceasurile cu arc nu aveau precizie.
Când arcul era încordat la maximum, viteza de rotație a mecanismului era mare, ca apoi să scadă treptat.
În perioada 1674-75, Christian Huygens introduce o inovație care avea să înlăture acest inconvenient: balansierul cu arc.
Acesta oscila asemeni unui pendul, astfel că energia acumulată în arcul principal al ceasului era eliberată treptat.
În 1721, George Graham îmbunătățește precizia ceasurilor cu pendul utilizând un aliaj care să compenseze efectul dilatării.
De asemenea și ceasul cu resort realizat de acesta avea o precizie de 0,2 sec/zi.
Sigmund Riefler, în 1889, îmbunătățește regulatorul de bătăi și ridică precizia la o sutime de secundă pe zi.

### Ceasul electronic

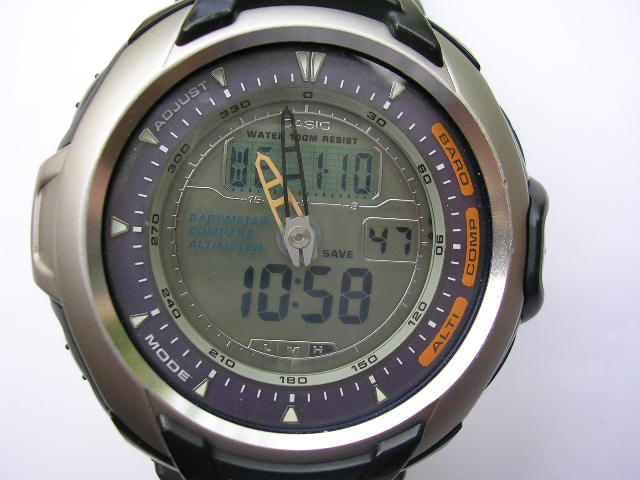
Ceas electronic de mână cu afișaj analogic

La sfârșitul secolului al XIX-lea, se pune problema utilizării electricității pentru acționarea mecanismelor ceasurilor.
Locul greutăților sau al arcului spiral este luat de baterie.
Dezvoltarea electronicii a condus la realizarea unor oscilatori foarte stabili cum sunt cei având la bază cristalul de cuarț și astfel au aparut ceasurile electronice.
Primul ceas cu cuarț este realizat în 1927 de către Warren Marrison și J.W. Horton.

### Ceasul atomic
Următoarea etapă în evoluția ceasului o constituie apariția și dezvoltarea ceasurilor atomice.
Acestea au o precizie net superioară, ajungând de ordinul secundelor în câteva sute de ani.